# 2016 en volley-ball
Cet article présente les faits marquants de l'année 2016 en volley-ball.

## Évènements

### Championnats

#### 2015 - 2016
- Championnat de France masculin de volley-ball 2015-2016
- Championnat de France féminin de volley-ball 2015-2016
- Championnat de France de volley-ball Ligue B 2015-2016

#### 2016 - 2017
- Championnat de France masculin de volley-ball 2016-2017
- Championnat de France féminin de volley-ball 2016-2017
- Championnat de France de volley-ball Ligue B 2016-2017

### Jeux olympiques et paralympiques
- Volley-ball aux Jeux olympiques d'été de 2016